# Zeleni robidar
Zeleni robidar (znanstveno ime Callophrys rubi) je majhen metulj iz družine modrinov, ki je razširjen tudi v Sloveniji. Znanstveno ime je dobil po znanstvenem imenu za robido (Rubus), ki predstavlja enega glavnih vir hrane za njegove gosenice. Tudi slovensko ime nakazuje povezanost metulja s to rastlino.

## Opis
Zeleni robidar ima enotno kovinsko zeleno obarvano spodnjo stranjo kril, zgornja stran pa je enotno rjava. Je edina vrsta metuljev v Sloveniji, ki ima spodnjo stran v celoti zeleno.
Preko kril meri med 26 in 30 mm, v Sloveniji pa leta med marcem in junijem.

## Habitat
Zeleni robidar je prilagojen zelo različnim habitatom. Tako se zadržuje na travnikih in gozdnih jasah, na grmovnatih območjih in na močvirnih predelih, pa tudi na visokogorskih travnikih in na kamnitih pobočjih v zavetnih legah nad drevesno mejo. Samice odlagajo jajčeca posamezno na liste gostiteljske rastline. Gosenice so lahko zelo različnih barv, vse od zelenih do rdečkasto rjavih odtenkov, kar je v veliki meri odvisno od tega, na kateri gostiteljski rastlini se zadržujejo. Posebnost njegove bube je proizvajanje zvokov z drgnjenjem trebušnih členov (stridulacija), vzrok za to pa ni znan. Nekateri znanstveniki so mnenja, da se s stridulacijo sporazumevajo z mravljami, ki bubo nato zakopljejo v zemljo.

## Razširjenost
Zeleni robidar je razširjen po večini Evrope, po Severni Afriki, Rusiji, Mali Aziji, Sibiriji, Poamurju, Baluhistanu in Čitralu.

## Podvrste
- Callophrys rubi rubi Evropa, Kavkaz, Kopet Dag
- Callophrys rubi fervida Staudinger, 1901 Iberski polotok, Maroko, Mala Azija
- Callophrys rubi  borealis Krulikovskij, 1890 Ural
- Callophrys rubi sibirica Heyne, [1895] Tien-Shan, Altaj, Sibirija, Transbajkalija, Daljni vzhod, Amur, Usurija in Sahalin.[5]